# Roženský klášter
Roženský klášter (bulharsky Роженски манастир) se nachází na jihu Bulharska u vesnice Rožen v obštině Sandanski v Blagoevgradské oblasti, nedaleko nejmenšího bulharského města Melniku, chráněného jako památková rezervace. Klášter „Svatého narození Bohorodičky“ (bulharsky Свето Рождество Богородично), náleží do Nevrokopské eparchie Bulharské pravoslavné církve se sídlem v Blagoevgradu. Roženský klášter, který je největším mužským klášterem v oblasti Pirinu a patří k nejstarším klášterům v Bulharsku, je od roku 1973 chráněn jako kulturní památka národního významu.

## Historie
Podle záznamů z klášterních análů na „Svaté Hoře“ Athos v Řecku Roženský klášter údajně vznikl již v roce 890 n. l.

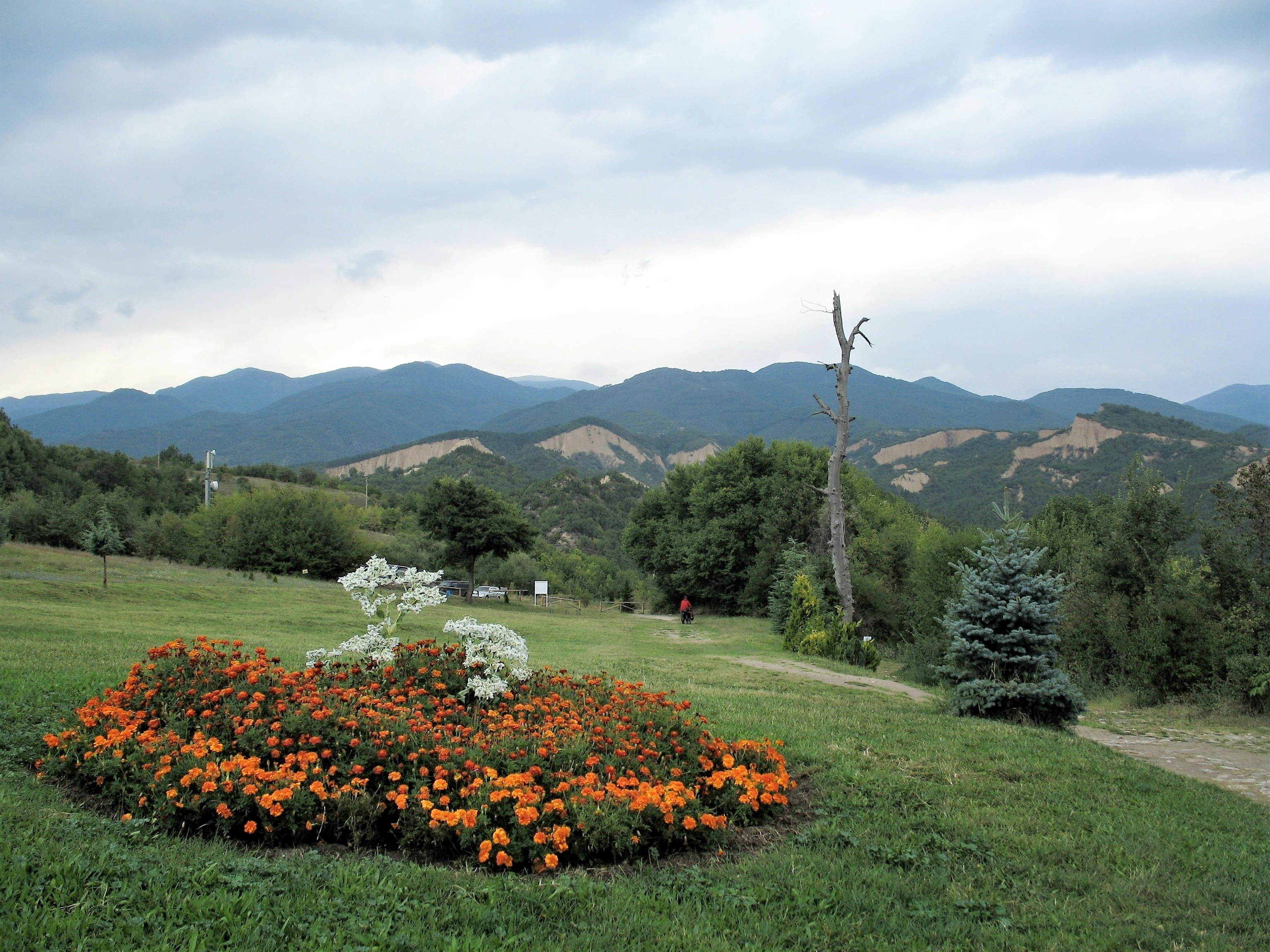
Klášterní zahrady, v pozadí Pirin

Klášterní komplex měl být přebudován a rozšířen o četné nové stavby v době panování bulharského cara Kalojana (1168?–1207) a rodopského despoty Alexije Slava, který vládl v oblasti Pirinu a Rodop v letech 1200–1230, proto bývá jako doba vzniku kláštera často uváděno 13. století. Při archeologických vykopávkách byly v prostoru klášterního dvora nalezeny šperky a mince z doby vlády byzantského císaře Michaela VIII. Palaiologa (1224 –1281).
V druhé polovině 17. století byl areál kláštera poničen velkým požárem, během kterého pravděpodobně shořela i klášterní knihovna a archív, takže vznik a nejstarší období existence kláštera nelze přesně doložit. Klášter byl obnoven s podporou celonárodní sbírky v letech 1715 –1732.
Od roku 1761 Roženský klášter přišel o svou samostatnost a byl podřízen Iveronskému klášteru na poloostrově Athos a jako opati Roženského kláštera byli dosazováni mniši z Athosu. Od roku 1912 probíhal mezi Bulharskem a Řeckem spor ohledně vlastnictví Roženského kláštera. Tento spor byl rozhodnut ve prospěch Bulharska až v roce 1921 Stálým rozhodčím soudem v Haagu.
Od 60. let až do konce 20. století probíhaly v areálu kláštera rozsáhlé restaurátorské a konzervátorské práce věnované zachování zdejších budov a nástěnných maleb, včetně fresek v kostele, které pocházejí z přelomu 16. a 17. století.

## Popis stavby
Tento klášter, vybudovaný na půdorysu nepravidelného šestiúhelníku, připomíná středověkou pevnost. Vnitřní klášterní dvůr je obklopen dvou a třípodlažními krytými galeriemi, jejichž dřevěné konstrukce jsou porostlé vinnou révou. V jednotlivých patrech se nacházejí cely mnichů, klášterní refektář, kuchyně a další zázemí kláštera. 

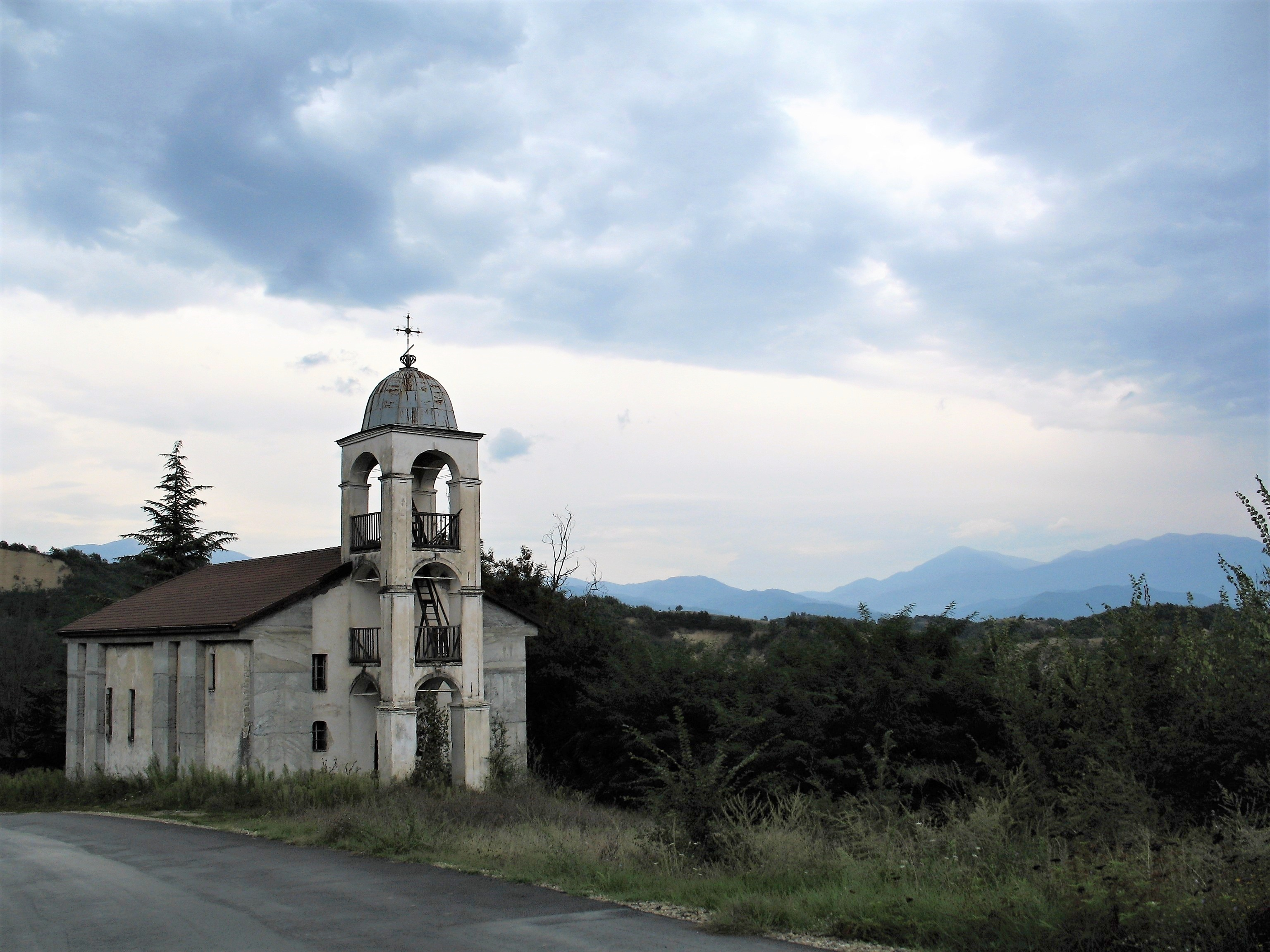
Kostel poblíž hrobu Jane Sandanského

V centrální části areálu napravo od vstupu stojí klášterní kostel (tzv. katholikon) „Svatého narození Bohorodičky“. Budova kostela má rozměry 10 x 22 metrů a jeho zdi jsou zvenčí i zevnitř vyzdobeny cennými freskami. V okolí kláštera se nacházejí klášterní zahrady, samostatně stojící krypta a zemědělská farma.

## Přístup
Klášter se nachází v nadmořské výšce 585 metrů v oblasti jihozápadního předhůří Pirinu. Nejbližší vesnicí je Rožen, další sídla v okolí jsou Karlanovo a Ljubovište.
Areál kláštera je od Melniku vzdálený vzdušnou čarou jen 2,5 km. Cesta pro pěší závěrečným úsekem „Roženský manastir - Melnik“ zeleně značené dálkové turistické trasy „Dobriniště - Melnik“ je dlouhá 3,5 km, trasa po silnici, která obloukem obchází chráněné území přírodní památky Melnické pyramidy, má délku dvojnásobnou.
Do vesnice Rožen, vzdálené od kláštera 1 km, jezdí místní autobusové spoje z Melniku. Zhruba v polovině cesty mezi vsí Rožen a klášterem, přibližně 200 metrů východně od kláštera, stojí kostelík svatého Cyrila a Metoděje, vybudovaný v letech 1912–1914 na základě iniciativy Jane Sandanského. Revolucionář Jane Sandanski, uctívaný Bulhary a Makedonci jako národní hrdina, byl zavražděn svými odpůrci v roce 1915 a jeho hrob se nachází vedle zmíněného kostela nedaleko Roženského kláštera.

## Vnitřní prostory kláštera

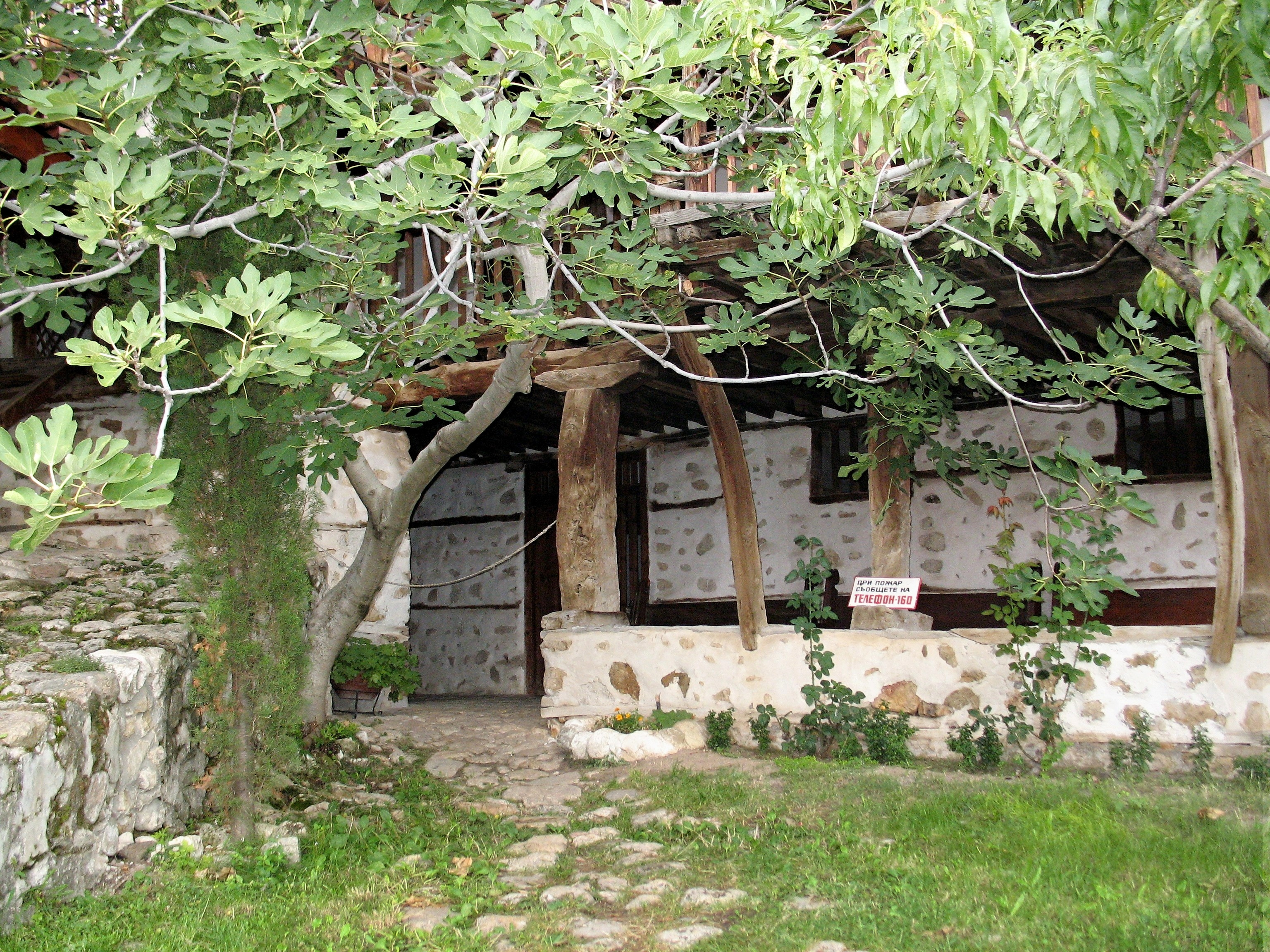
Fíkovníky a vinná réva ve dvoře
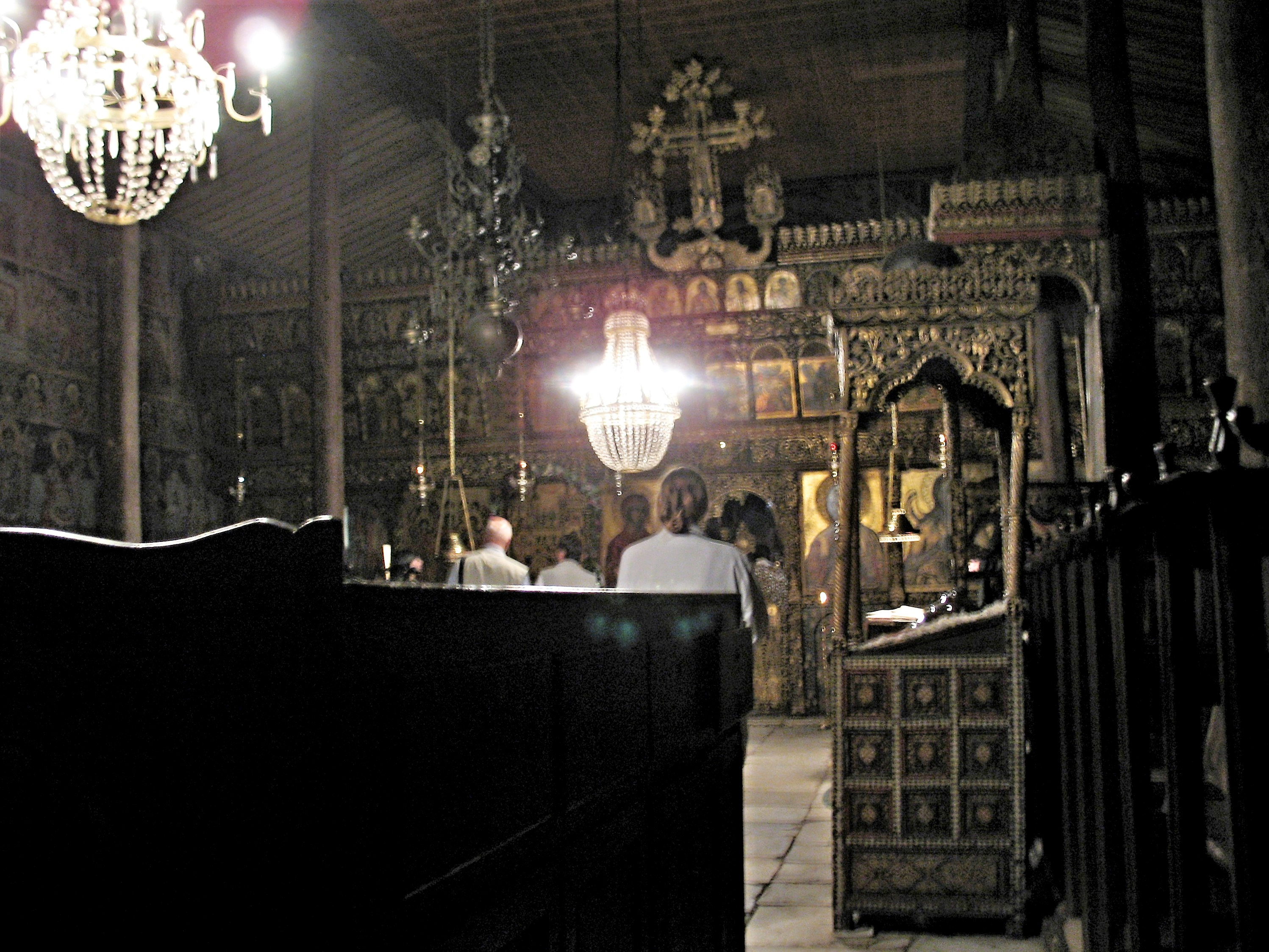
Ranní bohoslužba
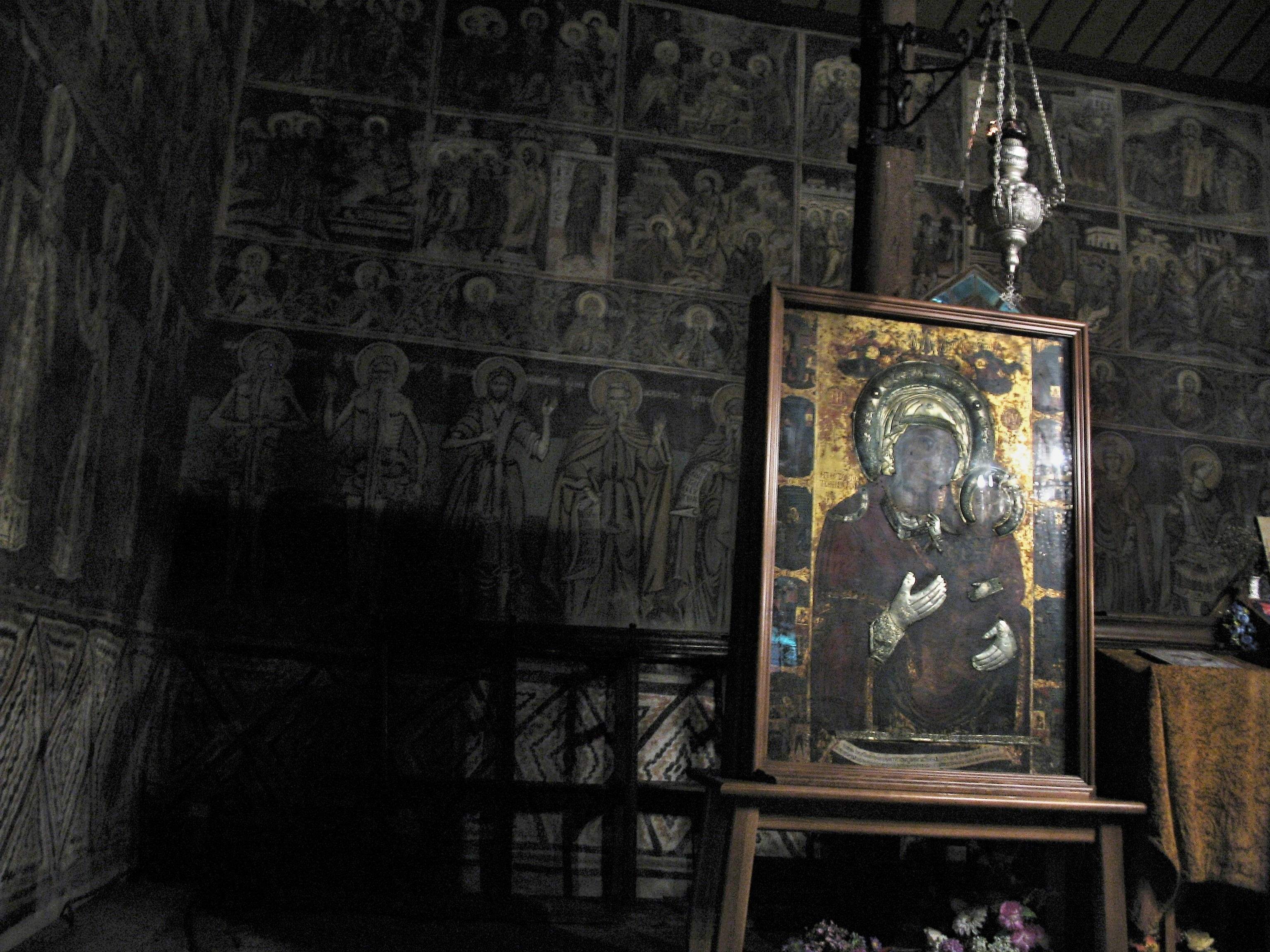
Fresky a ikony v kostele
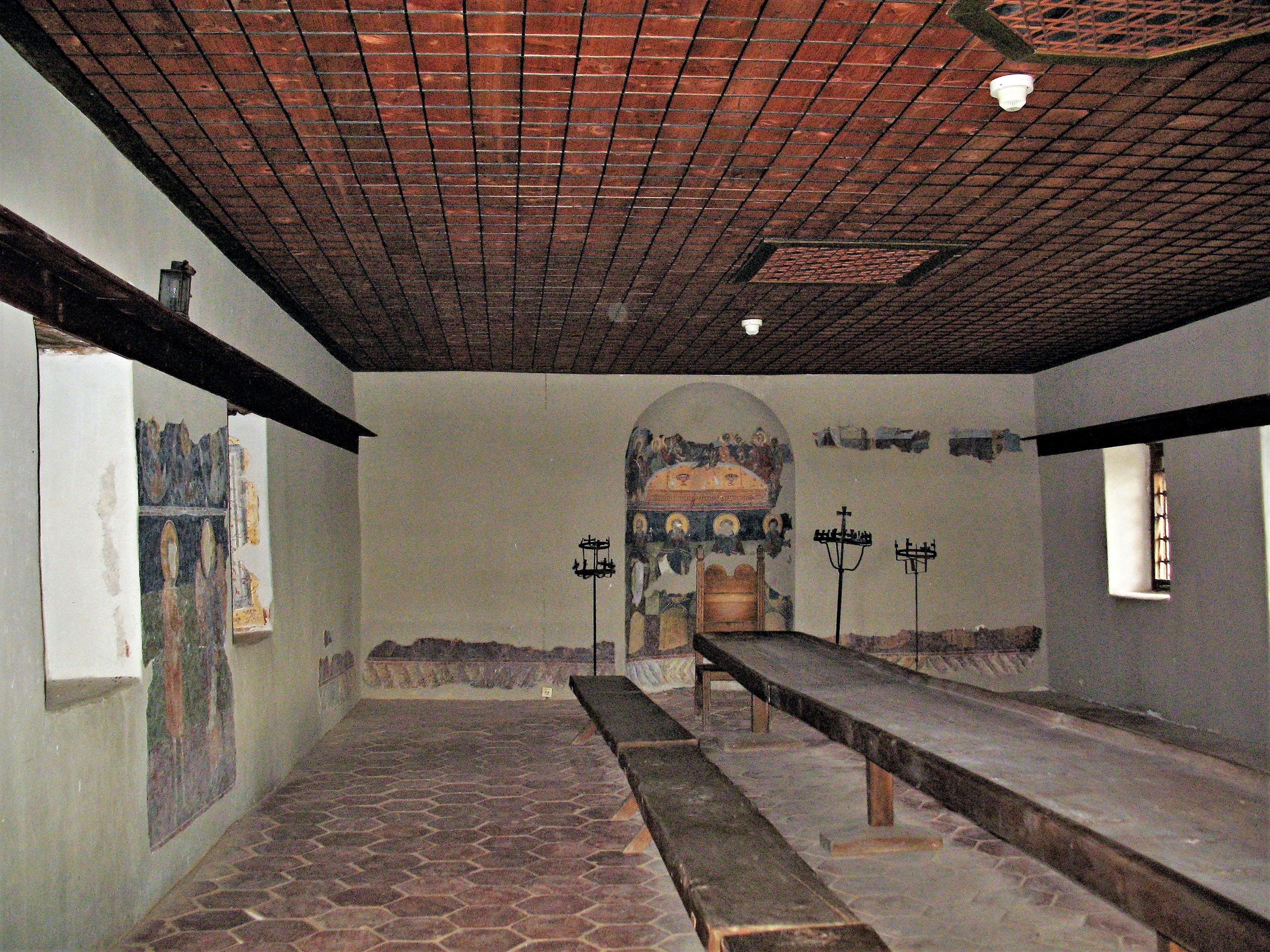
Klášterní jídelna
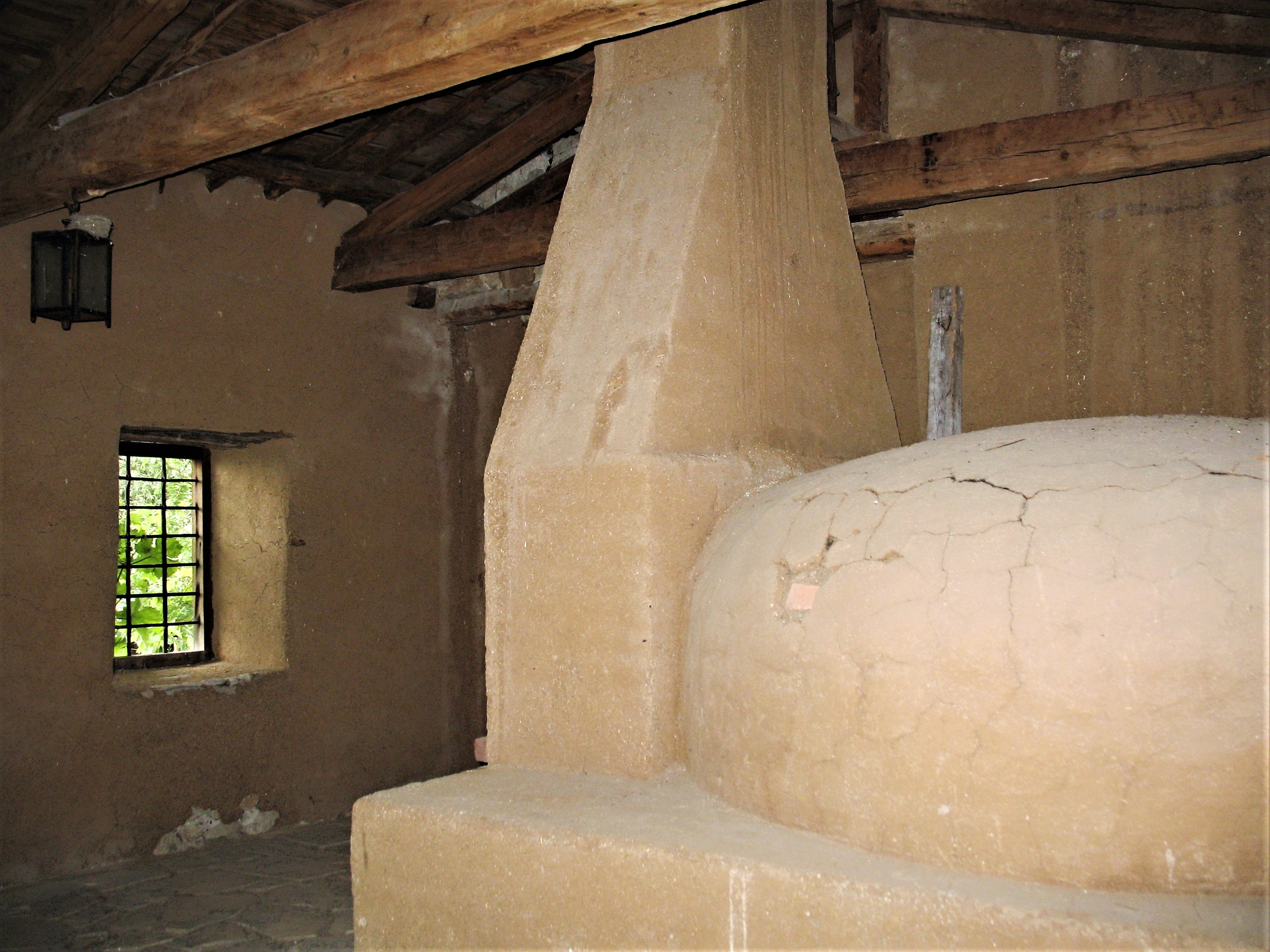
Pec v klášterní kuchyni
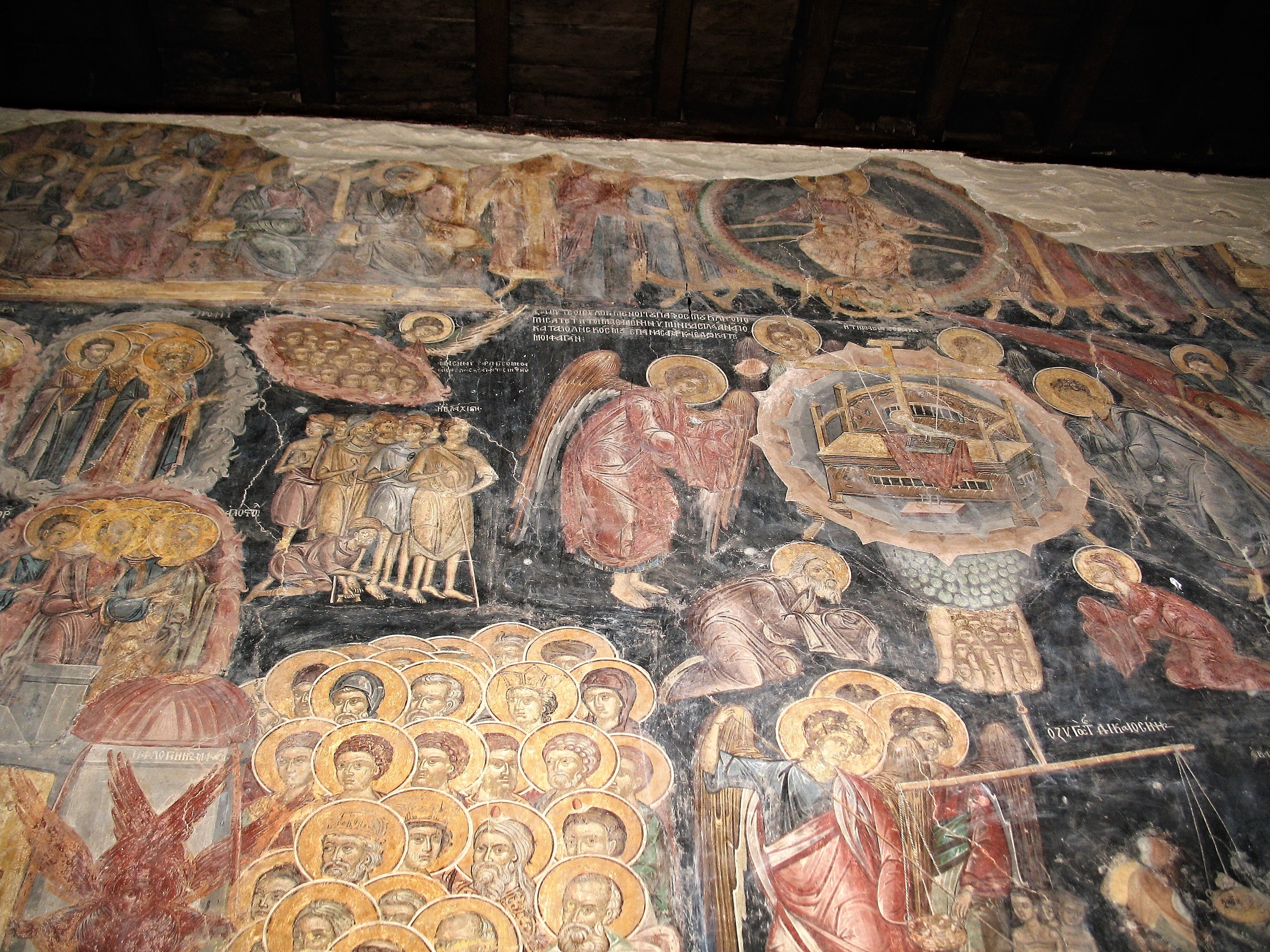
Fresky u vstupu do kostela
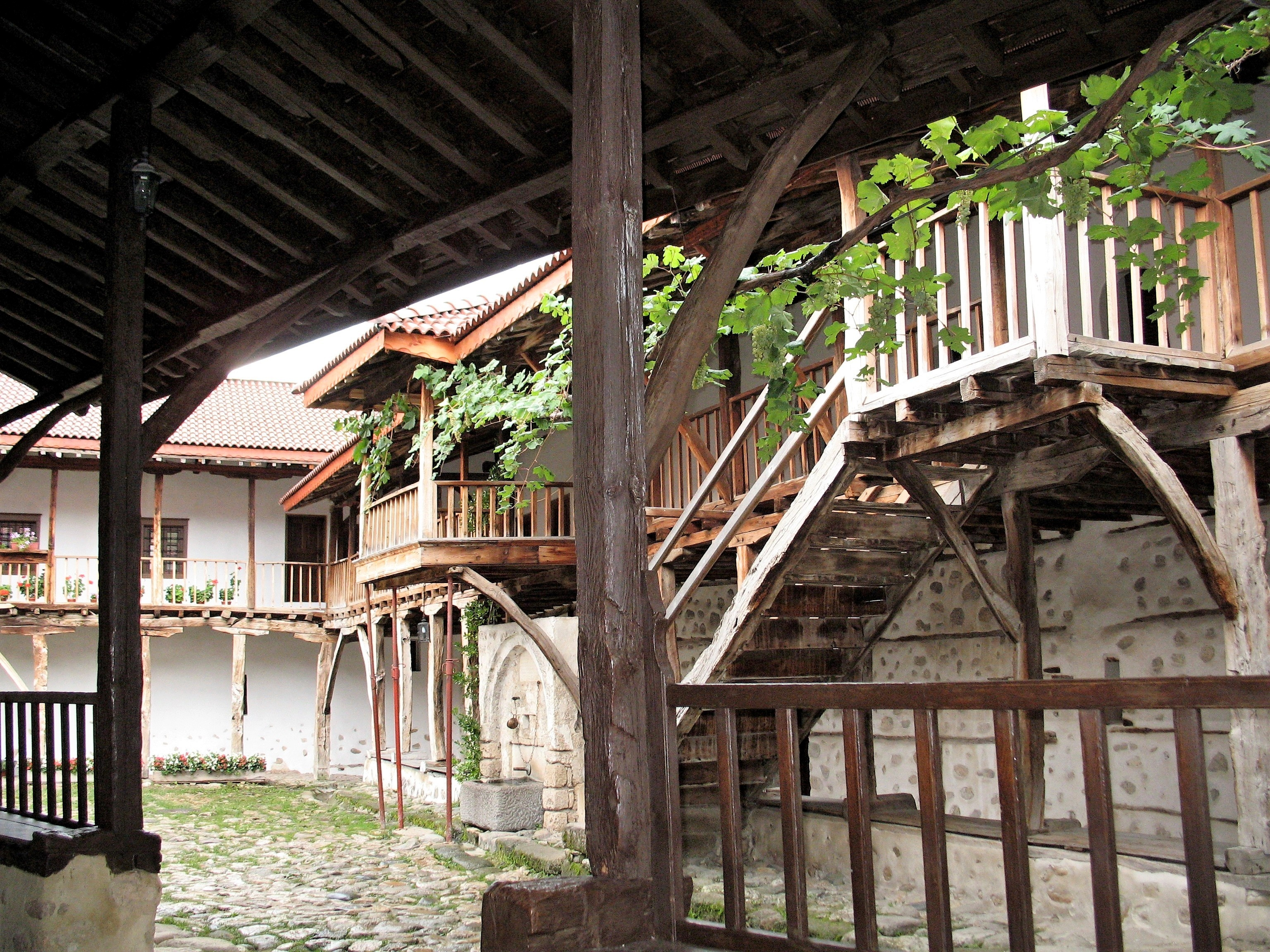
Vnitřní dvůr